# Ariane 3
De Ariane 3 was een Europese draagraket, die tussen 1984 en 1989 voor elf lanceringen werd gebruikt. Het was een lid van de Ariane-familie van raketten. De belangrijkste fabrikant van de Ariane 3 was Aérospatiale, terwijl de hoofdorganisatie voor de ontwikkeling ervan het Centre National d'Etudes Spatiales (CNES) was.
De ontwikkeling van de Ariane 3 werd goedgekeurd in juli 1979, enkele maanden voor de eerste vlucht van de Ariane 1. De nieuwe draagraket, die sterk op het ontwerp en de infrastructuur van de Ariane 1 was gebaseerd, werd gelijktijdig met de Ariane 2 ontwikkeld, waarmee hij een groot deel van zijn ontwerp deelde. Het was eerder een verbetering van de Ariane 1 dan een vervanging, maar kon zwaardere ladingen in een geostationaire transferbaan (GTO) brengen en twee satellieten via één lancering lanceren. De Ariane 3, die grotendeels binnen een periode van twee jaar werd ontwikkeld, maakte zijn eerste vlucht op 4 augustus 1984 en vloog daarmee feitelijk eerder dan zijn broer Ariane 2. Tijdens zijn korte levensduur, met zijn laatste lancering op 12 juli 1989, werd de Ariane-familie steeds commercieel concurrerender en aan het eind van de jaren tachtig werd het de belangrijkste zware draagraket in de wereld.

## Ontwikkeling
In 1973 besloten elf landen gezamenlijk te gaan samenwerken op het gebied van ruimteverkenning en vormden een nieuwe pan-nationale organisatie om deze missie uit te voeren, de European Space Agency (ESA). Zes jaar later, in december 1979, werd de komst van een geschikt Europees eenmalig lanceersysteem gemarkeerd toen de eerste Ariane 1 draagraket met succes werd gelanceerd vanuit het ruimtevaartcentrum van Guyana in Kourou, Frans-Guyana. De Ariane 1 werd al snel beschouwd als een capabele en concurrerende draagraket in vergelijking met concurrerende platforms die werden aangeboden door de Sovjet-Unie en de Verenigde Staten van Amerika. Nog voordat de draagraket in gebruik was genomen, bestond er een wens om snel verbeterde afgeleiden te produceren die nog grotere nuttige ladingen te vervoeren dan de Ariane 1. Deze wensen zouden resulteren in de creatie van zowel de Ariane 2 als de Ariane 3.
Hoewel het initiatief voor het eerst werd voorgesteld in 1978, voorafgaand aan de eerste vlucht van de Ariane 1, werd de goedkeuring om met de eerste fase van de ontwikkeling te beginnen pas in juli 1979 ontvangen. Het grootste deel van het ontwikkelingswerk aan de nieuwe draagraket vond plaats tussen 1980 en 1982. De Ariane 3 was ontworpen om te voldoen aan de toekomstige vraag naar het afleveren van ladingen van twee ton in een geosynchrone transferbaan (GTO). Volgens ruimtevaarthistoricus Brian Harvey was de Ariane 3, ondanks de gekozen nummering, de directe opvolger van de Ariane 1, in plaats van de Ariane 2, zoals logisch zou kunnen worden aangenomen. De belangrijkste instantie achter de ontwikkeling van de Ariane 3 was het Centre national d'études spatiales (CNES), terwijl het leidende bedrijf voor de productie ervan de Franse lucht- en ruimtevaartfabrikant Aérospatiale was.
Om de kosten laag te houden, bepaalde CNES dat alleen bewezen technologieën mochten worden toegepast in de verbeteringen van de draagraket; in feite werd geen budget uitgetrokken voor het uitvoeren van nieuwe testreeksen. Bovendien mocht alleen gebruik worden gemaakt van het bestaande lanceerplatform en de bestaande lanceerfaciliteiten voor de Ariane 1, en mocht de productielijn van de Ariane niet worden aangepast.
Een nieuw stuk infrastructuur dat wel mocht worden gebruikt, was de installatie van volgapparatuur in Ivoorkust; de bestaande infrastructuur in Brazilië die door de Ariane 1 werd gebruikt was minder geschikt vanwege de verbeterde prestaties van de Ariane 3, die een ander opstijgprofiel had en een hoogte van 250 km bereikte in plaats van 200 km alvorens in een rechte lijn in een baan om de Aarde te komen. Prestatieverhogingen werden bereikt via verschillende manieren, zoals de verlengde derde trap brandstoftanks om 30 procent meer brandstof te vervoeren, verhoogde verbrandingsdruk in meerdere trappen, een nieuwe intertank-structuur die de toevoeging van vaste brandstof ondersteunde, en de goedkeuring van een nieuw brandstofmengsel.
De uiteindelijke Ariane 3 volgde hetzelfde basisontwerp als de eerdere Ariane 1, maar bevatte talrijke wijzigingen die voor de Ariane 2 waren gemaakt. In tegenstelling tot de Ariane 2, werden twee vaste PAP-raketten gebruikt om de eerste trap te versterken bij de lancering. De kern van de Ariane 3 was in wezen identiek aan die van de Ariane 2. De eerste trap werd aangedreven door vier Viking 2B vloeibarebrandstofmotoren, die UH 25 (25% zuivere hydrazine, 75% UDMH) in een oxidator van distikstoftetraoxide verbrandden. De tweede trap werd aangedreven door een Viking 4B, die dezelfde brandstof-oxidator combinatie gebruikte. De derde trap gebruikte een HM7B motor met cryogene brandstof, die vloeibare waterstof met vloeibare zuurstof verbrandde. Op sommige vluchten werd een Mage 2 kick motor gevlogen als vierde trap. Een atypische modificatie voor die tijd was het herziene satelliet ontplooiingssysteem, dat de lancering van zowel twee kleinere satellieten als één grotere satelliet kon vergemakkelijken.
Het ontwerp van de Ariane 3 was van grote invloed op dat van zijn opvolger, de Ariane 4; terwijl het ontwerpteam verschillende benaderingen overwoog om tot een dergelijke draagraket te komen, bestond een van de bestudeerde concepten uit de toevoeging van een vijfde motor aan een vergrote eerste trap van de Ariane 3. Er werd  vastgesteld dat dit veel werk van herontwerp inhield; in plaats daarvan werd voor een alternatieve benadering gekozen, waarbij de eerste trap werd verlengd om 210 ton stuwstof te bevatten in plaats van de 145 ton die aanwezig was op de Ariane 3. Terwijl de tweede en derde trap van de Ariane 4 identiek bleven aan de Ariane 3, werd een reeks aanhaakraketten ontwikkeld om te worden toegepast op dit type, ontworpen om geleidelijk het laadvermogen van de raket te vergroten. In totaal was de Ariane 4 15% groter dan de Ariane 3. Het was in feite een verbeterde en doorontwikkelde afgeleide van de eerdere Ariane 3, voornamelijk verschillend door de toepassing van verschillende vaste en vloeibarebrandstofhulpraketten, waarbij de laatste het enige geheel nieuwe ontwerpkenmerk van de Ariane 4 was.

## Lanceergeschiedenis
De Ariane 3 vloog voor het eerst op 4 augustus 1984, bijna twee jaar voor de eerste lancering van de Ariane 2, waarbij de ECS-2 en Télécom 1A satellieten in een geosynchrone transferbaan werden gebracht. Het ESA koos voor een berekend risico bij de eerste lancering, door 60 miljoen euro te besparen, door een commerciële lancering uit te voeren met de allereerste vlucht van de Ariane 3. Dit was misschien nog gewaagder omdat voor deze vlucht niet alleen een nieuwe draagraket werd gebruikt, maar ook de nieuwe mogelijkheid om twee satellieten tegelijk te lanceren. De gok loonde, want de lancering was een compleet succes. Ten tijde van de eerste vlucht van de Ariane 3 hadden de Verenigde Staten nog het grootste deel van de wereldmarkt voor draagraketten in handen; tegen het eind van het jaar verschoven de orderboeken ten gunste van de Ariane-familie, met uitstaande orders voor de lancering van 30 satellieten voor een cumulatief bedrag van 1 miljard euro.
Elf Ariane 3 draagraketten werden gelanceerd, met tien successen en één mislukking. De mislukking deed zich voor tijdens de vijfde vlucht, gelanceerd op 12 september 1985, toen de derde trap niet ontbrandde, waardoor de raket niet in een baan om de Aarde geraakte. De ECS-3 en Spacenet-3 satellieten gingen verloren bij de mislukking. Ondanks dit enige verlies betekende de betrouwbaarheid van de Ariane-familie dat de verzekeringskosten voor de draagraket lager waren dan die van concurrerende Amerikaanse draagraketten. In de loop van de jaren tachtig werd het platform steeds concurrerender op het wereldtoneel.
Volgens Harvey was de Ariane-familie al in 1986 de dominante serie draagraketten op de wereldmarkt geworden. Ondanks zijn relatieve succes werd de Ariane 3 al snel vervangen door de nog capabeler Ariane 4, waardoor de draagraket nog maar een relatief klein aantal lanceringen uitvoerde. De Ariane 3 maakte zijn laatste vlucht op 12 juli 1989, met aan boord de Olympus F1 satelliet.
Ariane 1 · 
Ariane 2 ·
Ariane 3 ·
Ariane 4 ·
Ariane 5 ·
Ariane 6

Zie ook: Arianespace · Centre Spatial Guyanais